# Calophasia anatolica
Calophasia anatolica är en fjärilsart som beskrevs av Max Wilhelm Karl Draudt 1936. Calophasia anatolica ingår i släktet Calophasia och familjen nattflyn. Inga underarter finns listade i Catalogue of Life.